# Herbstia parvifrons
Herbstia parvifrons är en kräftdjursart som beskrevs av J. W. Randall 1840. Herbstia parvifrons ingår i släktet Herbstia och familjen Pisidae. Inga underarter finns listade i Catalogue of Life.